# Gilsinho
Gilson do Amaral (ur. 4 kwietnia 1984) – brazylijski piłkarz występujący na pozycji napastnika.

## Kariera piłkarska
Od 2003 roku występował w Marília, Ituano, São Bento, América, Paulista, Júbilo Iwata, Corinthians Paulista, Sport Recife, Ventforet Kofu, Audax, FC Gifu, Atlético Goianiense i Avispa Fukuoka.